# Puigmal
Puigmal je hora v Pyrenejích, na francouzsko-španělské hranici. Ve Francii leží na území departementu Pyrénées-Orientales, ve Španělsku v Katalánsku. Puigmal náleží s nadmořskou výškou 2 910 metrů k nejvyšším horám Východních Pyrenejí a rovněž náleží mezi nejvyšší vrcholy Španělska.
Hora vystupuje západně nad údolím Vall de Núria, severozápadně leží náhorní plošina Cerdanya.